# Andreas Widmer

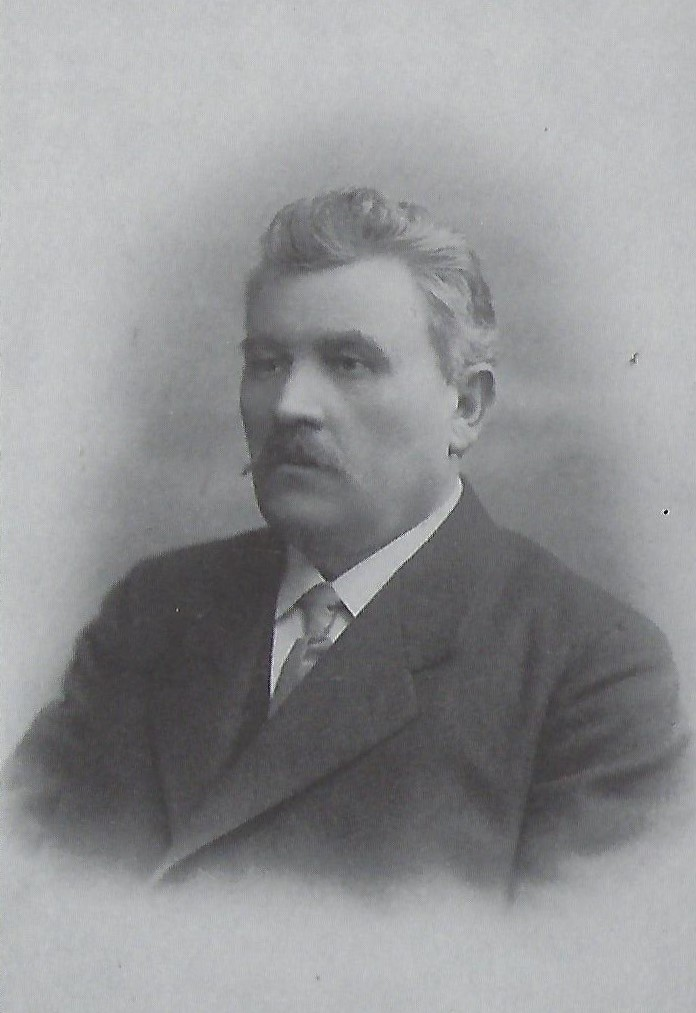
Andreas Widmer

Andreas Widmer (* 19. Juni 1856 in Wittenberg, Bessarabien; † 7. Mai 1931) war ein bessarabiendeutscher Bauer und Politiker.

## Leben
Widmers Herkunft aus Schwaben war unüberhörbar, auch nicht im Russischen, das er vollkommen beherrschte. Anfang der 1870er Jahre besuchte er die Realschule in Comrat. Zu jener Zeit wurde die bis dahin deutsche Verwaltung der russischen Bauernverwaltung angepasst. Im Mai 1874 trat Widmer als Dorfschreiber in den Dienst der Gemeinde Tarutino. Er folgte dem russischen Amtsschreiber des Wolost. Der Russisch-Osmanische Krieg (1877–1878) stellte ihn vor besondere Herausforderungen. Als erster Staatsbeamter, der die russische Sprache in Wort und Schrift beherrschte, wurde Widmer 1877 vom Dienst in der Kaiserlich Russischen Armee befreit. Bis zur Oktoberrevolution war er ständiges Mitglied der Rekrutierungskommission. Dmitri Andrejewitsch Tolstoi schickte ihm 1881 ein Belobigungsschreiben. Die Nobilitierung lehnte er ab. Als Bauer geboren, wollte er auch als Bauer sterben.
Auf dem Posten in Tarutino blieb er 30 Jahre. Die Semstwo von Akkerman, in der er seit 1881 saß, wählte ihn 1903 zum Vizepräsidenten. Nach der Russischen Revolution 1905 zog er 1906 als Abgeordneter in die Duma. Er wurde 1907 Direktor des Akkermaner Gefängniswesens und war über viele Jahre Friedensrichter. Wiederholt war er Verwaltungsmitglied, Vizepräsident und Bevollmächtigter der Semstwo, die den Sitzungssaal mit seinem Bild schmückte. Im Parlament des Königreichs Rumänien war Widmer zunächst Senator, dann Kammerabgeordneter. Ferdinand I. (Rumänien) machte ihn per Dekret zum Vizepräsidenten und dann zum Präsidenten der Akkermaner Semstwo. Im innervölkischen Leben war Widmer Präsident des ersten Deutschen Komitees. Durch seine Sachkenntnis in der Landfrage leistete er der deutschen Bauernschaft wertvolle Dienste. Die Schulkommission der deutschen Minderheit Bessarabiens wählte ihn am 4. Januar 1922 an die Spitze des dreiköpfigen Vorstands mit Daniel Haase und Heinrich Roemmich.
Widmer war nicht nur ein überaus tüchtiger Beamter, sondern auch einer der größten Weinbauern.  Verheiratet war er seit dem 1. Oktober 1876 mit Salome Christine geb. Raugust. Der Ehe entsprossen fünf Töchter und sieben Söhne. Wilhelm und Olga lebten in Stuttgart, Klara und Alma in Rumänien. Widmers Frau starb am 21. März 1931, sieben Wochen vor ihm.

## Ehrungen
- Silberne Medaille am Band des Stanislaus-Ordens (1892)
- Silberne Medaille am Band des Russischen Ordens der Heiligen Anna (1898 und 1899)
- Goldene Medaille am Annaband (1904)
- Silberne Medaille am Band des Ordens des Heiligen Wladimir (1910)
- Goldene Medaille am Alexanderband (1914)
- Orden der Krone von Rumänien (1923)